# カリンティ・フェレンツ
カリンティ・フェレンツ（Karinthy Ferenc、1921年6月2日 - 1992年2月29日）は、ハンガリーの小説家、脚本家、ジャーナリスト、編集者、翻訳家である。また水球選手でもある。彼は1ダース以上の長編小説を書いた。作家、ジャーナリストのカリンティ・フリジェシュは彼の父。
作品に、どことも知れぬ都市に迷い込んだ言語学者の体験を描く不条理小説『エペペ』（1970年）、逆にリアリスティックな作風の『ブダペストに春がきた』（1953年）などがある。

## 経歴
カリンティ・フェレンツは、著名なハンガリー人作家カリンティ・フリジェシュの次男としてブダペストに生まれた。彼は、パーズマーニ・ペーテル大学（現エトヴェシュ・ロラーンド大学）に在学中（文学と言語学を専攻）の1943年に、第一長編"Don Juan éjszakája"（ドン・ジュアンの夜）を発表した。1945年に言語学で博士号を取得する。
カリンティは国立劇場（Nemzeti Színház）やマダーチ劇場（Madách Színház）、またミシュコルツ、セゲド、デブレツェンの劇場で台本の編集者として働いた。1957年から1960年にかけてはマキャヴェッリやモリエールを含む多くの著作家の著書をハンガリー語に翻訳した。彼はバウムガルテン賞（Baumgarten-díj）、ヨージフ・アッティラ賞（József Attila-díj）、コシュート賞（Kossuth-díj）など多数の賞を受けている。
カリンティはブダペストで1992年に死亡した。彼が1969年から91年まで付けていた日記は、1994年に"Napló"（日誌）の題で死後出版された。

## 著書リスト
- Don Juan éjszakája (Don Juan's night) (1943)
- Szellemidézés (1947)
- Budapesti tavasz (Spring Comes to Budapest) (1953)
  - 『ブダペストに春がきた』上村ユキ子訳、恒文社、1971年
- Hazai tudósításo (Reports from Home) (1954)
- Irodalmi történetek (Literary Stories) (1956)
- Ferencvárosi szív (A Fan of Ferencváros) (1959)
- Négykezes (Piece for Four Hands) (1967)
- Epepe (Metropole) (1970)
  - 『エペペ』池田雅之訳、恒文社、1978年
- Harminchárom (Thirty-three) (1977)
- Napló (Journal) (1994)